# Toya bridwelli
Toya bridwelli är en insektsart som först beskrevs av Frederick Arthur Godfrey Muir 1920.  Toya bridwelli ingår i släktet Toya och familjen sporrstritar. Inga underarter finns listade i Catalogue of Life.